# Therioplectes ruwenzorii
Therioplectes ruwenzorii är en tvåvingeart som först beskrevs av Ricardo 1908.  Therioplectes ruwenzorii ingår i släktet Therioplectes och familjen bromsar. Inga underarter finns listade i Catalogue of Life.